# Odile Benyahia-Kouider
Pour les articles homonymes, voir Benyahia.
Odile Benyahia-Kouider (née le 13 mai 1966 à Bourges) est une journaliste et auteur française. Elle est grand reporter au Nouvel Observateur, et journaliste au Canard enchaîné depuis fin 2015.

## Biographie
Odile Benyahia-Kouider fait une hypokhâgne au lycée Hélène-Boucher et obtient une licence de lettres modernes spécialisée à l'université Paris-Sorbonne en 1988 avant d’entreprendre des études de journalisme. Diplômée de l’École supérieure de journalisme de Lille (ESJ), elle effectue en 1989 un voyage d'étude avec sa promotion à Berlin et assiste à la chute du mur. Elle commence sa carrière en 1990 au service médias de Libération, où elle suit la presse avant de prendre la direction des pages médias et télévision à l’âge de 29 ans. En 1992, elle effectue un stage au service économie du journal allemand Die Zeit. En 1998, elle est chargée du service finances de Libération, où elle écrit entre autres sur la « guerre des banques » (BNP Paribas, Société générale). De 2001 à 2006, elle est correspondante de Libération à Berlin ce qui lui donne l’occasion d’écrire aussi bien en politique, qu’en économie ou en culture.
De retour à Paris après la Coupe du monde de football 2006, elle quitte Libération quelques mois après que son fondateur, Serge July, a été évincé par Édouard de Rothschild. Elle est recrutée par le magazine économique Challenges comme rédactrice en chef adjointe, chargée des secteurs de l’industrie et de la finance. En 2008, Le Nouvel Observateur la nomme grand reporter au service économie, puis au service enquêtes. Elle publie de nombreux portraits de grands patrons parmi lesquels ceux de Martin Bouygues, Serge Dassault, Arnaud Lagardère, Michel-Édouard Leclerc, Maurice Lévy, mais continue aussi à suivre l’actualité allemande.
Elle est l’auteur d’Un si petit monde, un récit paru en 2011 qui raconte la prise de contrôle du journal Le Monde par le trio d’hommes d’affaires Pierre Bergé, Xavier Niel, et Matthieu Pigasse. Elle reçoit le prix du livre d'économie 2013 et le prix du livre « Ailleurs » pour L’Allemagne paiera : voyage au pays d’Angela Merkel.
Elle est recrutée par le Canard enchaîné fin 2015.

## Vie privée
Elle est mariée au juriste et professeur d’université Olivier Beaud, spécialiste de droit constitutionnel. Ils ont deux fils.